# Estación del Sur (Metro de Boston)
Estación del Sur es una estación en la línea Roja y la línea Plata del Metro de Boston. La estación se encuentra localizada en Avenida Atlantic & la Calle Summer en Boston, Massachusetts. La estación Estación del Sur fue inaugurada el 3 de diciembre de 1916. La Autoridad de Transporte de la Bahía de Massachusetts es la encargada por el mantenimiento y administración de la estación.

## Descripción
La estación Estación del Sur cuenta con 2 plataformas laterales en la línea Roja y 3 plataformas laterales para la línea Plata y 2 vías.

## Conexiones
La estación es abastecida por las siguientes conexiones: 
- Rutas de autobuses: 4, 7, 11, 448, 449, 459